# Ilson de Jesus Montanari
Ilson de Jesus Montanari (Sertãozinho, 18 luglio 1959) è un arcivescovo cattolico brasiliano, dal 28 gennaio 2014 segretario del Collegio cardinalizio, dal 1º maggio 2020 vicecamerlengo di Santa Romana Chiesa e dal 5 giugno 2022 segretario del Dicastero per i vescovi.

## Biografia
Ilson de Jesus Montanari è nato il 18 luglio 1959 a Sertãozinho, Stato di San Paolo ed arcidiocesi di Ribeirão Preto, nella parte meridionale del Brasile.

### Formazione e ministero sacerdotale
Nella città natale, dal 1965 al 1969 ha frequentato la scuola elementare Adelino Fortunate Simioni, proseguendo gli studi secondari di primo e di secondo grado presso la scuola statale Dr. Antônio Furlan Jr. fino al 1977; infine si è iscritto all'Università di Ribeirão Preto, studiando diritto ed economia. 
Sentendo maturare la vocazione al sacerdozio, nel 1982 si è iscritto presso il seminario Maria Imaculada di Ribeirão Preto, conseguendo il baccalaureato in filosofia al Centro di studi dell'arcidiocesi nel 1985. Lo stesso anno si è trasferito a Roma per un soggiorno di studio, risiedendo presso il Pontificio Collegio Pio Brasiliano, ottenendo il baccalaureato in teologia presso la Pontificia Università Gregoriana nel 1988.
Ha ricevuto l'ordinazione sacerdotale il 18 agosto 1989, a Ribeirão Preto, per imposizione delle mani di Arnaldo Ribeiro, arcivescovo metropolita di Ribeirão Preto; si è incardinato, trentenne, come presbitero della medesima arcidiocesi.
Poco tempo dopo l'ordinazione, il 3 settembre, gli è stato affidato il primo incarico pastorale come parroco della parrocchia São João Batista nella nativa Sertãozinho. Nel 1990 è divenuto per un quadriennio professore di teologia presso il Centro studi dell'arcidiocesi di Ribeirão Preto, dove egli stesso era stato studente, e del seminario dell'arcidiocesi di Uberaba; lo stesso anno è divenuto anche membro del Consiglio presbiterale e del Collegio dei consultori dell'arcidiocesi di Ribeirão Preto, ricoprendo questi incarichi fino al 2001. Nel 1993 è stato nominato cancelliere e coordinatore della pastorale della stessa arcidiocesi, ruolo svolto per nove anni, ricoprendo in seguito anche l'incarico di vicario foraneo della regione episcopale Nossa Senhora Aparecida, nel settore ovest dell'arcidiocesi.
Nel 2002 si è nuovamente trasferito a Roma dove, dopo due anni di studi, ha conseguito la licenza in teologia dogmatica alla Pontificia Università Gregoriana. Dal 2008 fino alla promozione all'episcopato ha servito come officiale presso la Congregazione per i vescovi. Il 13 maggio 2011 papa Benedetto XVI gli ha conferito, cinquantunenne, il titolo onorifico di Cappellano di Sua Santità.

### Ministero episcopale
Il 12 ottobre 2013 papa Francesco lo ha nominato, cinquantaquattrenne, segretario della Congregazione per i vescovi e arcivescovo titolare di Capocilla; è succeduto a Lorenzo Baldisseri, nominato segretario generale del Sinodo dei vescovi il 21 settembre precedente. Ha ricevuto la consacrazione episcopale il 7 novembre seguente, presso il palazzetto dello sport "Pedro Ferreira dos Reis" a Sertãozinho, per imposizione delle mani di Moacir Silva, arcivescovo metropolita di Ribeirão Preto, avendo come co-consacranti il cardinale Odilo Pedro Scherer, arcivescovo metropolita di São Paulo, e Walmor Oliveira de Azevedo, arcivescovo metropolita di Belo Horizonte.
Il 28 gennaio 2014 papa Francesco lo ha nominato segretario del Collegio cardinalizio, succedendo anche in questo caso al futuro cardinale Baldisseri; storicamente, questo incarico è da lungo tempo legato al ruolo di segretario della Congregazione per i vescovi e della precedente Congregazione concistoriale.
Il 1º maggio 2020 papa Francesco gli ha anche affidato, sessantenne, l'ufficio di Vicecamerlengo di Santa Romana Chiesa; è succeduto a Giampiero Gloder, nominato nunzio apostolico a Cuba l'11 ottobre 2019.
Il 1º giugno 2022 è nominato membro della Congregazione per il culto divino e la disciplina dei sacramenti.

## Genealogia episcopale
La genealogia episcopale è:
- Cardinale Scipione Rebiba
- Cardinale Giulio Antonio Santori
- Cardinale Girolamo Bernerio, O.P.
- Arcivescovo Galeazzo Sanvitale
- Cardinale Ludovico Ludovisi
- Cardinale Luigi Caetani
- Cardinale Ulderico Carpegna
- Cardinale Paluzzo Paluzzi Altieri degli Albertoni
- Papa Benedetto XIII
- Papa Benedetto XIV
- Papa Clemente XIII
- Cardinale Marcantonio Colonna
- Cardinale Giacinto Sigismondo Gerdil, B.
- Cardinale Giulio Maria della Somaglia
- Cardinale Carlo Odescalchi, S.I.
- Cardinale Costantino Patrizi Naro
- Cardinale Lucido Maria Parocchi
- Papa Pio X
- Papa Benedetto XV
- Papa Pio XII
- Cardinale Eugène Tisserant
- Cardinale Paolo Bertoli
- Cardinale Carlo Furno
- Vescovo José Nelson Westrupp, S.C.I.
- Arcivescovo Moacir Silva
- Arcivescovo Ilson de Jesus Montanari